# Cyrtandra teysmannii
Cyrtandra teysmannii är en tvåhjärtbladig växtart som beskrevs av Friedrich Anton Wilhelm Miquel. Cyrtandra teysmannii ingår i släktet Cyrtandra och familjen Gesneriaceae. Inga underarter finns listade i Catalogue of Life.